# Église Sainte-Madeleine de Baigneux-les-Juifs
L'église Sainte-Madeleine de Baigneux-les-Juifs est une église catholique située à Baigneux-les-Juifs, en France

## Localisation
L'église est située dans la commune de Baigneux-les-Juifs (Côte-d'Or).

## Historique
L'église Sainte-Madeleine date du XIIIe siècle comme l'atteste la croix tricéphale qui se trouve actuellement sous le porche sculptée vers 1300.
Elle a été remaniée au XVIIe et au XVIIIe avec adjonction des chapelles et de la sacristie (1693) en prolongement de l'édifice.
L'ancien clocher se trouvait alors au-dessus de la croisée du chœur ; l'actuel au-dessus du porche date de 1861.

## Description

### Architecture
Église à nef unique, chevet à fond plat éclairé d’un vitrail et plafond de bois à poutraison horizontale. Le clocher surplombe le porche d’entrée.
La nef est séparée du chœur par une voûte en croisée d'ogives du XIIIe siècle qui supportait l'ancien clocher et deux chapelles sont accolées au chœur. La sacristie prolonge l'édifice.

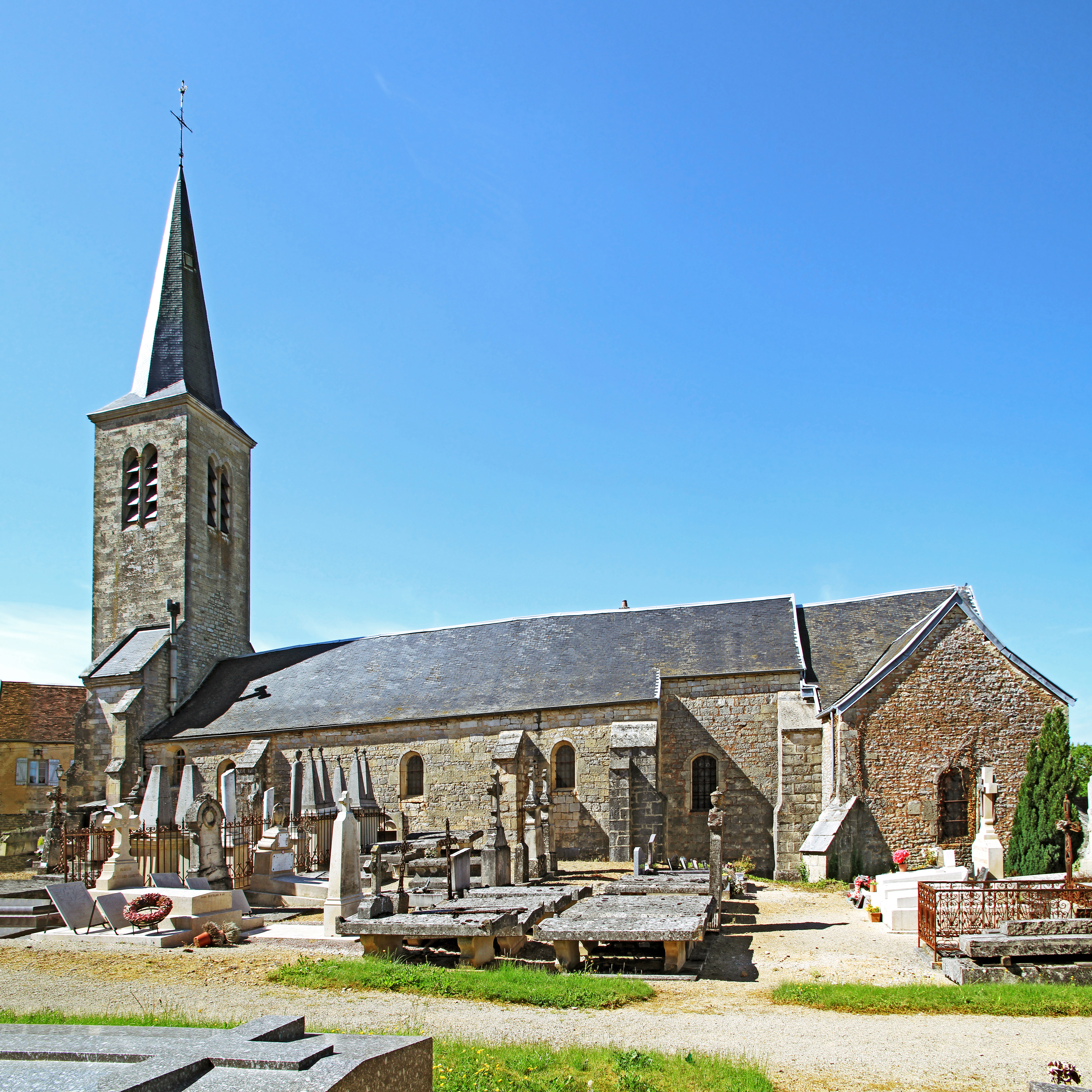
Côté sud.
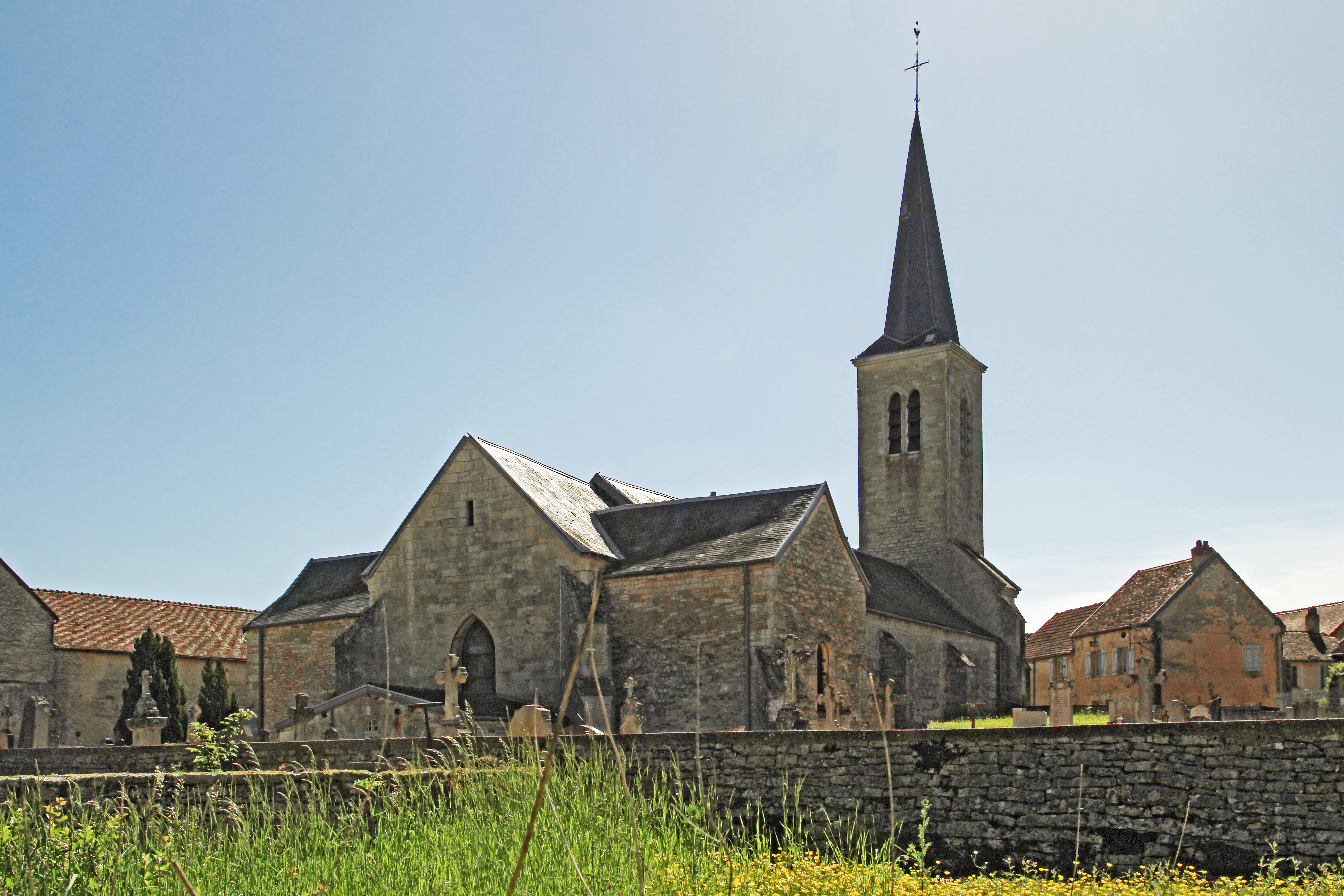
Le chevet.

### Mobilier
L’Inventaire général du patrimoine culturel, outre le mobilier liturgique de l’église (autels, retables, tabernacles, fonts baptismaux, chaire, clôture de chœur...) enregistre :
- Deux peintures murales : sainte Marie l'Égyptienne (XVIIe siècle) et au-dessus du chœur la voûte est décorée de peintures de la seconde moitié du XVe siècle représentant le Christ en majesté et les quatre évangélistes avec leurs symboles respectifs : l'homme, le lion, le taureau et l'aigle.
- Une très riche statuaire : Christ en croix (XIVe siècle), saint Antoine ermite (XVe siècle), Éducation de la Vierge (XVIe siècle), saint Laurent (XVIe siècle), deux christs aux liens (XVIe / XVIIIe siècle), saint Sébastien (XVIIe siècle), deux saintes Madeleine (XVIIe / XVIIIe siècle), Vierge à l'Enfant (XVIIIe siècle), Christ en croix (XVIIIe siècle), saint Joseph et l'Enfant Jésus (XVIIIe siècle)[1].

## Protection
L'église Sainte-Madeleine est inscrite à l'inventaire des monuments historiques  par arrêté du 24 janvier 1947 .